# Inside Woody Allen
Inside Woody Allen è una serie a fumetti umoristica a strisce giornaliere ideata da Stuart Hample nel 1975. Nasce ispirata alla vita e alle opere di Woody Allen e venne pubblicata su quotidiani degli Stati Uniti fino al 1984. Il film Io e Annie del 1977 contiene alcune sequenze animate i cui disegni vennero realizzati da Hample nello stesso stile della striscia.

## Storia editoriale
La striscia si basa sull'idea di raccontare la vita di Woody Allen, attore e regista di successo, trasponendo il personaggio che l'attore proponeva nei suoi film all'interno dei fumetti, sia graficamente che ricreandone l'umorismo a volte surreale caratterizzante i primi film e a tal fine Hample contattò Allen, all'epoca già famoso ma che lui conosceva dai tempi dei suoi esordi nei locali di New York, per spiegargli il progetto e chiedere l'autorizzazione all'uso del nome e dell'immagine per realizzare una striscia a fumetti. Allen accettò e inoltre prese parte al progetto fornendo materiale e battute e collaborando con Hample su ogni vignetta attraverso riunioni settimanali mettendogli a disposizione la sua sterminata produzione o inventandone altre per l'occasione e verificando il materiale che Hample produceva offrendo suggerimenti su come sviluppare personaggi e gag assicurandosi così che la striscia avesse sempre un livello qualitativo di alta qualità.
Hample propose il materiale così prodotto alla King Features Syndicate, che accetto di distribuirlo e, preceduta da una campagna pubblicitaria, la striscia debuttò il 4 ottobre 1976 su 460 testate negli Stati Uniti e arrivando a essere pubblicata anche all'estero come in Brasile e in Italia su linus nel 1977, negli anni ottanta all'interno della collana Eureka Pocket dell'editoriale Corno, negli anni novanta su Comix e nel 2010 con il volume La vita secondo Woody Allen.
Inizialmente l'autore usava firmarsi con lo pseudonimo Joe Marthen, in quanto nello stesso periodo lavorava a un'altra serie a fumetti per un altro distributore con il quale aveva firmato un contratto in esclusiva, ma una volta che questa fu conclusa nel 1977, riprese il proprio vero nome fino alla conclusione della striscia nel 1984. Allen e Hample non furono comunque i soli autori coinvolti nel progetto ma vennero aiutati da David Weinberger, all'epoca studente, che collaborerà alla realizzazione della striscia fino alla sua conclusione scrivendone circa il 40% del materiale pubblicato ma non venendo mai accreditato.
Dopo l'iniziale successo la striscia, nonostante i suggerimenti di Allen a renderla più complessa e strutturata, continuò ripetendo gli stessi schemi, riproponendo sempre il Woody Allen dei primi film e inoltre c'erano le pressioni del distributore per rendere i dialoghi più politicamente corretti per non rischiare di offendere nessuno e non perdere lettori. Hample si ritrovò a dover mediare fra queste due posizioni e così andò avanti fino al 1984 quando ormai i quotidiani che la pubblicavano erano calati di molto e Allen stesso era preso da altri impegni cinematografici di genere molto diverso dall'umorismo della striscia come Interiors e Stardust Memories.

## Personaggi
Oltre al personaggio di Woody Allen, ispirato alla figura che compare nei primi film del regista come Provaci ancora, Sam e Il dittatore dello stato libero di Bananas, giovane quasi trentenne, nella serie compare il cinico agente di Allen, Bernie, la sua terapista, la dottoressa Fobik e uno psicologo, il dr. Hrolf Helmoltz; inoltre compaiono donne con le quali ha delle relazioni occasionali o con le quali vorrebbe averle, i suoi fan e alcuni membri della sua famiglia.

## Temi
La striscia è incentrata sulla vita e il lavoro del protagonista, in particolare vengono considerati:
- il rapporto con le donne e i suoi problemi sentimentali;
- i grandi quesiti esistenziali;
- il rapporto con la celebrità e i propri ammiratori;
- le sedute di psicanalisi;
- il lavoro e le divergenze col suo agente.